# Autoridad Neerlandesa de Protección de Datos
La Autoridad Neerlandesa de Protección de Datos (Autoriteit Persoonsgegevens, AP) es la autoridad Nacional de Protección de Datos de los Países Bajos y un órgano administrativo independiente que ha sido designado por ley como autoridad de supervisión para el tratamiento de datos personales. Por lo tanto, la organización se ocupa de la privacidad. Las obligaciones del AP se derivan de la Directiva de Protección de Datos que se aplica a todos los países de la UE. Esta directiva ha sido sustituida por el Reglamento General de Protección de Datos. El Reglamento general de protección de datos de la Ley de aplicación ha sustituido a la Ley de protección de datos personales y ha designado a la AP como supervisor. Todos los Estados miembros de la UE tienen su propio cuerpo, similar al AP. 

## Tarea jurídica
La Autoridad de Datos Personales tiene el deber legal de evaluar si las personas y organizaciones, incluidas las gubernamentales, cumplen con la Ley holandesa de Protección de Datos Personales. La AP también supervisa el cumplimiento de la Ley de Datos Policiales, la Ley de la Base de Datos de Registros Personales Municipales y todas las demás normas legales relacionadas con el procesamiento de datos personales.

## Cambios de nombre
La organización fue llamada el College bescherming persoonsgegevens (CBP) hasta 2016. El CBP siguió al Registratiekamer en 2001. Con el cambio de nombre a partir del 1 de enero de 2016, se concedió al organismo la facultad de imponer multas por violaciones de la Ley de protección de datos personales. Estos cambios fueron el resultado de múltiples cambios en la ley. De hecho, el cambio de nombre de 2016 solo se aplica a "en la sociedad", según el artículo 51 de la Wbp. Según dicho artículo todavía da el nombre formal de "College bescherming persoonsgegevens".

## Supervisión de conformidad con el Acto de Protección de datos Personal
La Ley de protección de datos personales significa que una organización solo puede procesar datos personales que sean necesarios para la organización y para los cuales no exista ninguna prohibición explícita. Ejemplos de esto son datos médicos, sexuales, políticos y datos sobre la pertenencia a un sindicato. Para los gobiernos, el término «demostrablemente necesario» significa que debe existir un fundamento jurídico para el tratamiento de datos.
Las funciones de supervisión significan que la Autoridad Neerlandesa de Protección de Datos puede obligar a las empresas y a los gobiernos a cumplir los requisitos de la Wbp. El AP puede imponer multas coercitivas. Además, el AP dispone de un registro público de tratamiento de datos si se aparta del tratamiento habitual. El AP puede imponer una multa administrativa por no registrar la transformación no exenta. En todos los casos son supervisados por un tribunal que adopta la decisión final.
Además, el AP tiene la tarea de asesorar a los ministros y a la Cámara de Representantes, tanto solicitados como no solicitados, sobre propuestas legislativas, a la luz del Wbp u otras normas aplicables.
La obligación de notificar las fugas de datos por parte de los controladores y procesadores a la Autoridad Neerlandesa de Protección de Datos está regulada por la inclusión de disposiciones adicionales en el WBP por 1/1/2016.

## Miembros
Los primeros miembros del Consejo de Protección de datos eran Peter Hustinx (presidente), Ulco van Pol y Jan Willem Broekema (ambos vicio-presidente). Hustinx y van de Pol venían del Registratiekamer en el establecimiento del holandés DPA. Broekema Provino el sector empresarial. Hustinx Más tarde devenía el supervisor de intimidad para la Unión Europea. Al final de 2004, Jacob Kohnstamm, político retirado, se convirtió en el presidente de la Agencia. El presidente es nombrado por real decreto para un periodo de seis años, los dos miembros para cuatro años. El 1 de agosto de 2016, Kohnstam estuvo tenido éxito por Aleid Wolfsen.